# Dol-de-Bretagne
Dol-de-Bretagne / Zol là một xã trong tỉnh Ille-et-Vilaine, thuộc vùng hành chính Bretagne của nước Pháp, có dân số là 4563 người (thời điểm 1999).

## Dân số
Người dân ở Dol-de-Bretagne được gọi là Dolois.
| Năm | 1962 | 1968 | 1975 | 1982 | 1990 | 1999 | 2004  |
| --- | ---- | ---- | ---- | ---- | ---- | ---- | ----- |
| Dân số | 4483 | 4497 | 4624 | 4660 | 4629 | 4563 | 4 774 |
| From the year 1962 on: No double counting—residents of multiple communes (e.g. students and military personnel) are counted only once. |      |      |      |      |      |      |       |

## Các thành phố kết nghĩa
- Reichelsheim, Đức